# アーノルド・シュワルツェネッガー
アーノルド・アロイス・シュワルツェネッガー（英語: Arnold Alois Schwarzenegger、1947年7月30日 - ）は、オーストリア系アメリカ人の俳優、実業家、ボディビルダー、政治家。
2003年から2011年まで第38代カリフォルニア州知事を務めた。シュワルツェネッガーは、ボディビル時代には「オーストリアのオーク」、俳優時代には「アーニー」や「シュワジー」、政治家時代には「ガバネーター」（「州知事」と「ターミネーター」を混ぜたもの）というニックネームで呼ばれていた。日本では「シュワちゃん」という愛称で知られている。

## 略歴
ユーリ・ウラソフへの憧れから15歳で重量挙げを始め、20歳でミスター・ユニバースのタイトルを獲得し、その後、ミスター・オリンピア・コンテストで7度の優勝を果たすなど、ボディビル界の重鎮として多くの著書や記事を残している。 ミスター・オリンピアに次いで重要なボディビル・イベントとされるアーノルド・スポーツ・フェスティバルは、彼の名前にちなんで命名されている。 彼は、史上最も偉大なボディビルダーの一人であると同時に、最もカリスマ的で有名なボディビル界のアンバサダーであると広く認められている。
ボディビルを引退した後、シュワルツェネッガーは、ハリウッドのアクション映画スターとして世界的に有名になった。ボディビルのドキュメンタリー映画『アーノルド・シュワルツェネッガーの鋼鉄の男』（1977年）に出演した後、剣と魔法の物語『コナン・ザ・グレート』（1982年）でブレイクし、1984年には続編が製作されるほどの興行成績を収めた。その後、批評家や商業的に成功したSF映画『ターミネーター』（1984年）にタイトルキャラクターとして出演し、その後、続編の『ターミネーター2』（1991年）、『ターミネーター3』（2003年）、『ターミネーター:新起動/ジェニシス』（2015年）、『ターミネーター:ニュー・フェイト』（2019年）で同様のキャラクターを演じている。また、『コマンドー』（1985年）、『バトルランナー』（1987年）、『プレデター』（1987年）、『トータル・リコール』（1990年）、『トゥルーライズ』（1994年）などの成功したアクション映画に加え、『ツインズ』（1988年）、『キンダーガートン・コップ』（1990年）、『ジュニア』（1994年）、『ジングル・オール・ザ・ウェイ』（1996年）などのコメディ映画や、アクションとスリラーが混在したバディ刑事ドラマ『レッドブル』（1988年）などにも出演している。 映画製作会社オーク・プロダクションズの創設者でもある。
2003年10月7日に行われたグレイ・デイビスカリフォルニア州知事（当時）の後継者を決める特別リコール選挙で、共和党候補として初当選した。投票率は48.6％で、次点のクルーズ・ブスタマンテに17ポイントの差をつけた。2006年のカリフォルニア州知事選挙では、55.9％の得票率で再選され、知事としての任期を全うした。2011年、知事としての任期を満了し、俳優業に復帰した。
私生活では、1986年にジョン・F・ケネディ大統領の姪であるマリア・シュライバーと結婚。1997年に家政婦との間に子供をもうけたことをシュワルツェネッガーが認めたため、2011年に別居し、2021年に離婚が成立した。

## 生い立ち

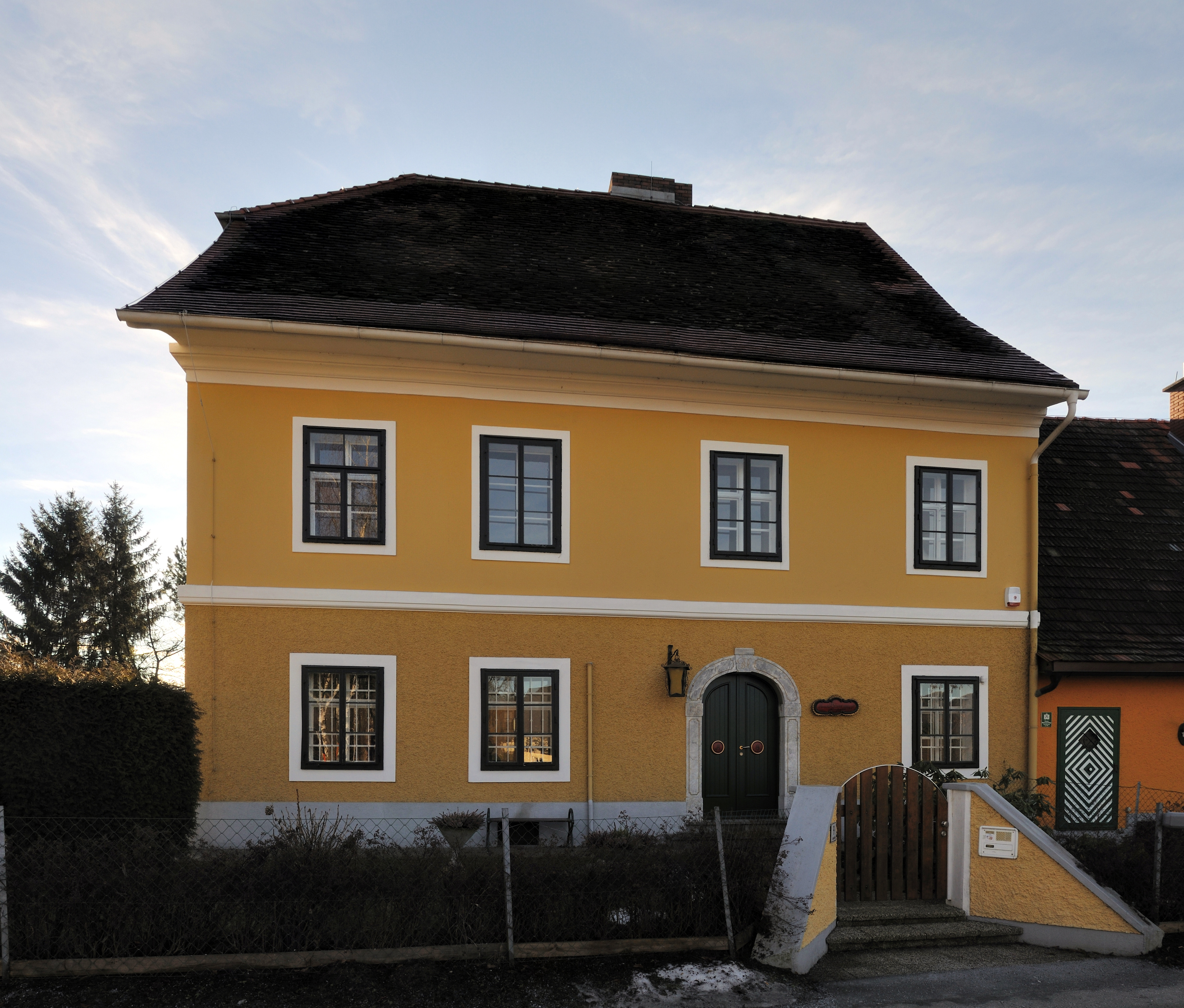
シュワルツェネッガーの生家。現在は資料館になっている（シュタイアーマルク州タール町、2011年）

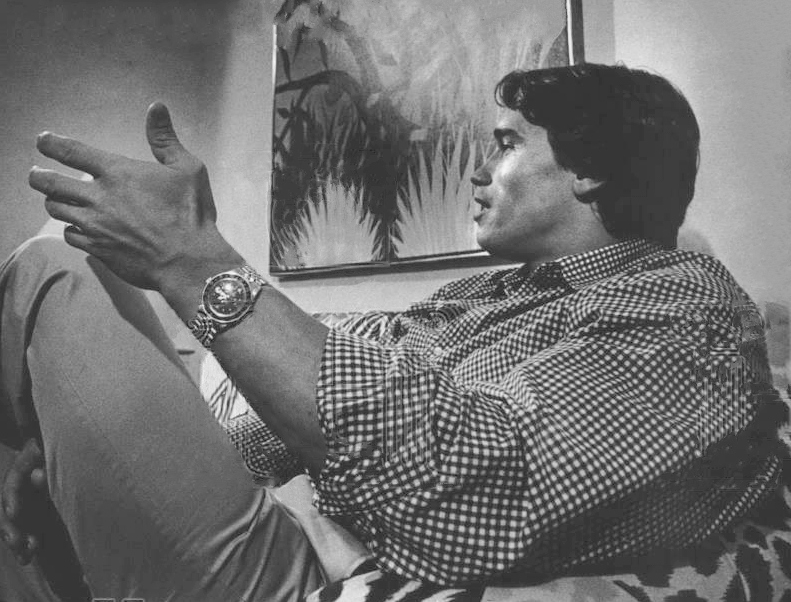
24歳のシュワルツェネッガー（1971年）

アーノルド・アロイス・シュワルツェネッガーは1947年7月30日、オーストリア共和国シュタイアーマルク州タール町で、父グスタフ・シュワルツェネッガー（1907年 - 1972年）と母アウレーリア・シュワルツェネッガー（旧姓・ヤドルニー、1922年 - 1998年）の次男として生まれた。
シュワルツェネッガーの家系は以前からチェコ系ではないかといわれていたが、2020年、スロバキアの家系研究者アリツァ・ヤンチョコヴァーらの調査により、父グスタフ方の元の姓はマフ（チェコ語:Mach）で、1841年生まれの曽祖父ウェンゼル・マフ（チェコ名・ヴァーツラウ、チェコ語:Václav）が、出身地のボヘミア地方コチョウ村（現・チェコ共和国プルゼニ県タホウ郡コチョウ村）から当時鉱山町だった現在のシュタイアーマルク州ノイベルク・アン・デル・ミュルツ町に移り住み、鍛冶屋を営んでいたことが明らかになった   。ヤンチョコヴァーの調査で、1872年に誕生した祖父カールは当初マフ姓を名乗ったものの、非嫡出子（婚外子）であったため、のち母方のシュワルツェネッガー姓に改めていたことも判明した。
また、ニーダーエスタライヒ州グログニッツ町出身の母アウレーリア方の家系はよく分かっていないが、旧姓のヤドルニー（チェコ語：Jadrný）はチェコ人の姓であり、やはりチェコ系であるとみられている。
父グスタフはオーストリア連邦陸軍小隊長を経て1937年に警察官になった後、アンシュルス（オーストリア併合）直前の1938年、自発的にオーストリア国内のドイツ国家社会主義労働者党への入党を申請し、1939年には同党所有の準軍事組織である突撃隊への入隊も申請したが、実際に入党できたのはドイツ国防軍入隊（1939年）後の1941年だった。第二次世界大戦では第4装甲軍第521野戦憲兵隊先任軍曹として東部戦線に従軍。スターリングラードの戦いで負傷し、第一級鉄十字章を受章した。戦傷治療を行っていたがマラリアの発作が続いたため1944年に除隊し、シュタイアーマルク州グラーツ市の郵便監察官として終戦を迎えた。1947年に内務省所管のオーストリア連邦憲兵隊警察官に復帰。地区憲兵隊司令などを歴任した。
グスタフとナチス・ドイツの関係は1990年に明るみになり、シュワルツェネッガーはのちにサイモン・ヴィーゼンタール・センターに対してグスタフの戦時中の記録調査を依頼したが、残虐行為に関与していた証拠は出てこなかった。この調査結果は2003年のカリフォルニア州知事立候補時に広く報道された。シュワルツェネッガーは2004年、『フォーチュン』誌のインタビューで、幼少期に父親から度重なる暴力を振るわれていたことを明らかにし、2021年に公表したビデオメッセージでは、ナチスへの協力に関して本人が戦後抱えた罪悪感と恥辱が暴力の原因だったとの見方を示した。
グスタフは戦争未亡人のアウレーリアと1945年10月20日に結婚した。シュワルツェネッガーによると、彼の両親はとても厳しかったという。「当時のオーストリアは非常に異質な世界だった...何か悪いことをしたり、親に従わなかったりした場合には、罰を免れなかった」とシュワルツェネッガーは語っている。アーノルドは毎週日曜日にミサに通うカトリックの家庭で育った。グスタフはアーノルドよりも長男のマインハルト（1946年 - 1971年）を好んでいた。彼の好意は「強くてあからさまなもの」であり、それはアーノルドが実子ではないという根拠のない疑惑から生じていた。シュワルツェネッガーは、父親が「（アーノルドの）問題に耳を傾けたり、理解したりすることに耐えられなかった」と語っている。母親とは良好な関係を築いており、母親が亡くなるまで連絡を取り合っていたという。
グスタフはカーリング競技のチャンピオンであったためアーノルドもスポーツに強い関心をもち、サッカー、陸上競技、ボクシング、水泳などを習い、1962年にウエイトトレーニングを始めた。その後徴兵でオーストリア連邦陸軍第4戦車大隊に配属され、史上最年少記録の18歳で戦車兵として任務についた。この基礎訓練期間中にジュニア・ミスター・ヨーロッパ大会で優勝したが、このコンテストに参加するため無許可離隊を冒したため、1週間の収監処分を受けている。
1968年に本格的にボディビルをするため、ジョー・ウイダーに誘われてアメリカ合衆国に移り住んだ。英語が流暢でなく、渡米時の所持金はわずか20ドルであった。1983年にアメリカ国籍を取得したが、オーストリアの国籍も継続して持っている。1979年にウィスコンシン大学から国際市場と経営管理に関してB.A.（Bachelor of Arts）を得た。また、UCLAにも通っており、こちらでは心理学を専攻していた。朝にトレーニングをしてから大学に行き、帰宅したらトレーニングをする日課があり、勉強とトレーニングを両立させる毎日を過ごしていたという。
マインハルトは1971年に飲酒運転で起こした交通事故で死亡し、父グスタフはその翌年、連邦憲兵隊最終勤務地であったシュタイアーマルク州ヴェイツ町で脳卒中のため他界。母アウレーリアは1998年、ヴェイツ町にあるグスタフの墓参直後に病没した。

## ボディビル

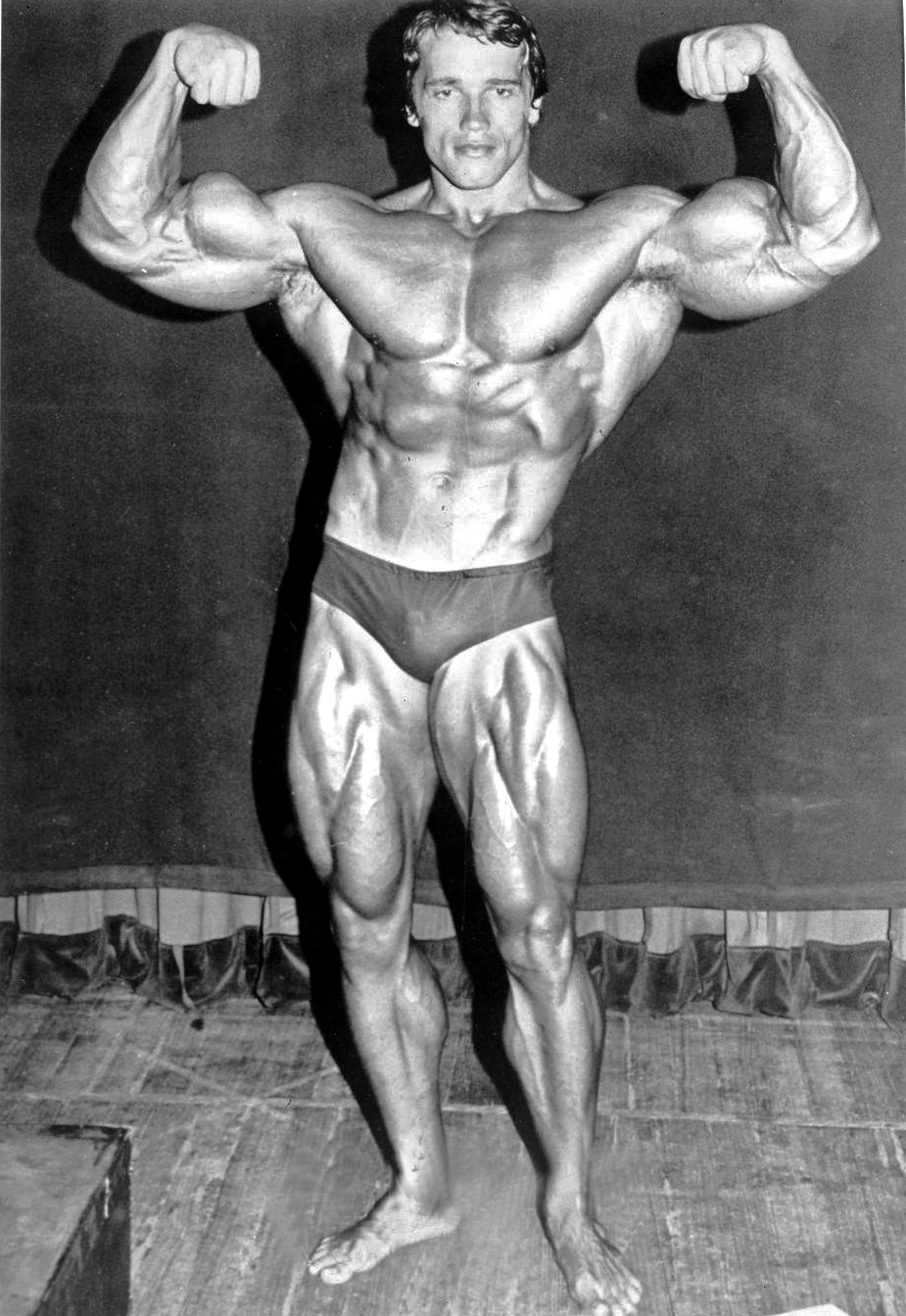
ボディビルダー時代のシュワルツェネッガー（1974年）

シュワルツェネッガーはボディビルダーとしてその名が広く知られ、ボディービルの知名度の向上に非常に大きく貢献した点などで、ボディビルの歴史においても特に重要な人物と見なされている。
ボディビルを始めたきっかけは、ボディビル出身であるスティーヴ・リーヴスの主演映画を見て憧れたことによる。その鍛え抜かれた肉体は「オーストリアン・オーク（オーストリアの樫の木）」の愛称をもたらし、ジュニア・ミスター・ヨーロッパ、ミスター・ワールド、5回のミスター・ユニバースなどのタイトルを得ている。
特筆すべきはミスター・オリンピア（ボディビルディングの世界最高峰）での活躍であり、とくにシュワルツェネッガーとその他の選手のオリンピアまでの道のりと、戦いを映したドキュメンタリー『パンピング・アイアン』はボディビル人気に一気に火をつけ、同時にゴールドジムを一躍世界最大のジムにまで成長させた。
オリンピアでの戦績の面でもほぼ無敗という記録を持っており、セルジオ・オリバに唯一敗北しているもののそれ以降はまさしく無敗であり、連続して6連勝という記録を作り上げた。1978年には「世界で最も筋肉が発達した男」としてギネスブックに掲載された。
1980年以降ボディビルの大会に選手としては出場していないものの、おもにボディビルの知名度を上げるための活動に力を入れており、カリフォルニア州知事となったあともオリンピアなどに顔を出し、とくに自身の共同主催するアーノルド・クラシックにはどれほど忙しくても毎年必ず出席している。
その後、いったんは俳優業に移るものの、1980年に突如としてボディビルに復帰した。この復帰はかなり突然のものであり、ほかのオリンピア出場者が飛行機で乗りあった際も映画の撮影であると思われていたといわれている。この大会において優勝7回という大きな記録を作り上げたが、事前に審査委員がシュワルツェネッガーと親しい人物と変わっていたり、明らかに体の仕上がりが甘い、映画の宣伝を兼ねた勝利だとの声も上がり、疑惑が残ったままの勝利と大論争を巻き起こすこととなった。この際に、優勝を確信されていたマイク・メンツァーはその後もシュワルツェネッガーと険悪な関係が続いた。
達成した合計7回の優勝記録は、リー・ヘイニーが1991年に、ロニー・コールマンが2005年にともに連続8連覇を成し遂げるまで破られなかった。また連続優勝は、ドリアン・イエーツが1997年に連続6連覇を成し遂げている。ロニー・コールマンへのトロフィー授与の際にはシュワルツェネッガー自身も立ち会った。
その業績は毎年開催されるアーノルド・クラシック・ボディビル大会やミスターオリンピアにて称えられる。現在もマッスルアンドフィットネス等、フィットネス関連の雑誌にトレーニング理論の記事を執筆中。2013年よりボディビル雑誌の編集長に就任した。現在はメールマガジン『Arnold's Pump Club』にて、健康・フィットネス情報を無料配信している。
大麻とステロイドの使用
1977年に製作されたドキュメンタリー映画『パンピング・アイアン（鋼鉄の男）』において、ボディビルダー時代にステロイドと大麻を使用していたと告白している。ボディビルの知名度向上および肉体派俳優として大きな成功を手にしたシュワルツェネッガーのアナボリックステロイドの使用は論争を巻き起こした。肉体作りのために使用していたステロイドについては、使用していたことについての後悔はまったくないと述べ、大麻の使用についてはGQ誌でこのことに言及された際に「大麻は麻薬じゃない」と述べたが、シュワルツェネッガーの報道官は「単なる冗談」だったとして弁解している。オリバは「昔は誰もが使っていたよ」と断りを入れつつも「彼はアメリカにステロイドを持ち込んだ最初の人物だ」との見解を示している。

## 俳優業

### 初期の活躍
ボディビルから俳優への転身を目指していたシュワルツェネッガーは、『アーノルド・シュワルツェネッガーのSF超人ヘラクレス』（1970年）の主人公に抜擢され、ついに実現した。「アーノルド・ストロング（Arnold Strong）」という芸名で出演したが、この映画での彼の訛りはあまりにも酷かったため、制作後にセリフが吹き替えられた。
2本目の映画出演は『ロング・グッドバイ』（1973年）の聾唖のマフィアの殺し屋役で、その後、映画『ステイ・ハングリー』（1976年）ではより重要な役を演じ、ゴールデングローブ賞の新人男優賞を受賞した。シュワルツェネッガーは、俳優としてのキャリアを築く上での初期の苦労を「エージェントやキャスティング担当者から､『体が変だ』『アクセントがおかしい』『名前が長すぎる』などと言われた。基本的に、どこに行ってもチャンスはないと言われていた」と語っている。
その後、ボディビル映画『アーノルド・シュワルツェネッガーの鋼鉄の男』（1977年）で注目を集め、知名度を高めた。この映画の要素はドラマ化されている。1977年には、ABCのシットコム『The San Pedro Beach Bums』とABCの警察ドラマ『サンフランシスコ捜査線』に1話ずつゲスト出演している。
さらにその後『超人ハルク』の主人公のオーディションを受けたが、身長の高さを理由に落選した。シュワルツェネッガーは、1979年のコメディ『サボテン・ジャック』でカーク・ダグラスやアン＝マーグレットと共演。1980年には、1950年代の女優ジェイン・マンスフィールドの伝記映画に、マンスフィールドの夫であるミッキー・ハージティ役で出演した。

### 1980年代 アクションスターへ

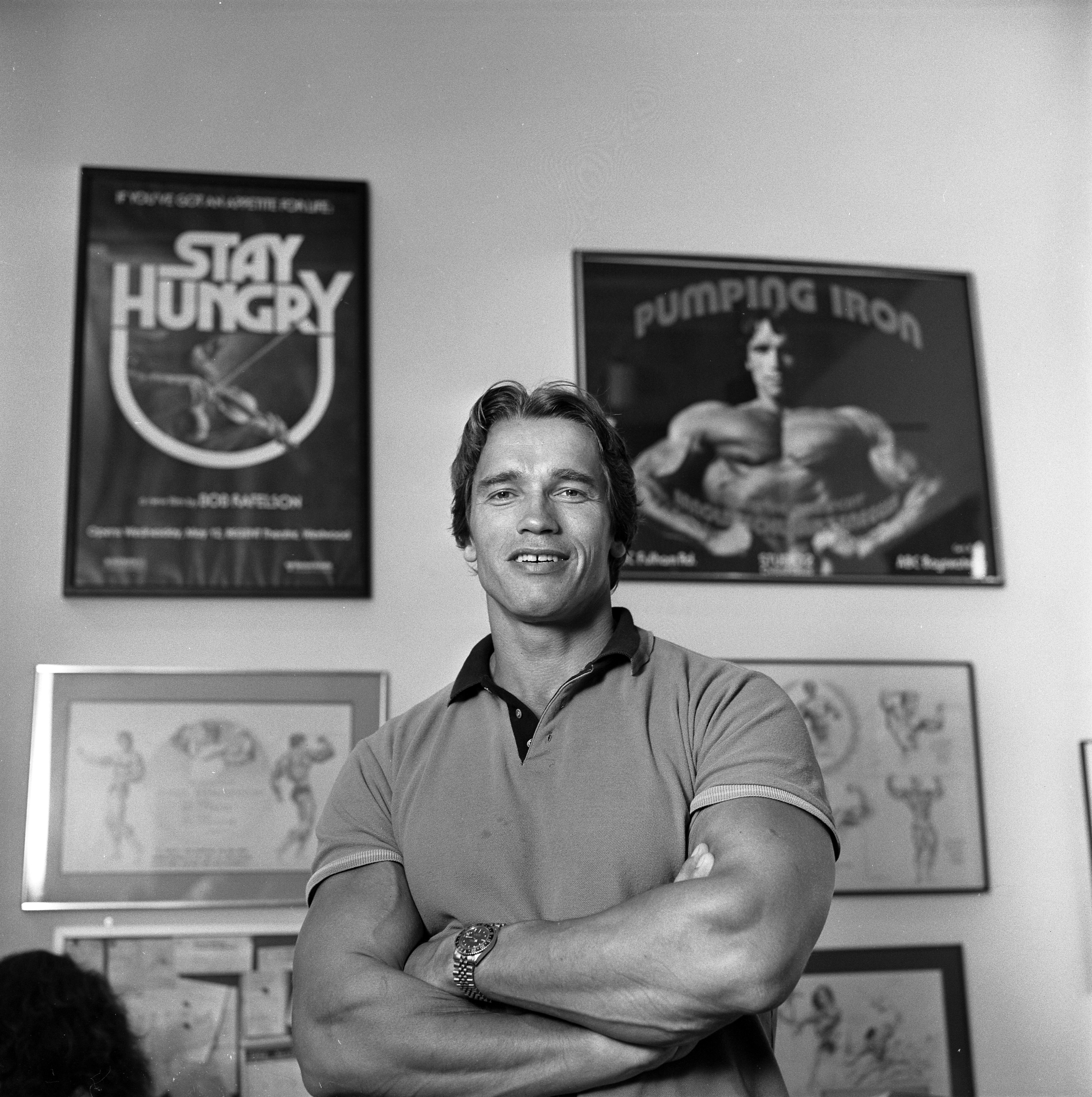
1984年

シュワルツェネッガーの出世作は、1982年に公開された剣と魔法の物語『コナン・ザ・グレート』で、興行的にもヒットした。 続いて1984年には続編の『キング・オブ・デストロイヤー/コナンPART2』が公開されたが、前作ほどの成功は収められなかった。
1984年には、ジェームズ・キャメロン監督のSFスリラー映画『ターミネーター』で、彼の俳優人生の代表的な役の一つともなった、タイトルキャラクターとして初登場した。 この後、シュワルツェネッガーは1985年に『レッドソニア』で準主役を演じている。
1980年代、観客はアクション映画を熱望し、シュワルツェネッガーとシルヴェスター・スタローンは共に国際的なスターとなった。 2人のライバルは報道機関で互いに攻撃し合い、スクリーン上での殺害回数や大型の武器で相手を凌ごうとした。
1980年代には、『コマンドー』（1985年）、『ゴリラ』（1986年）、『バトルランナー』（1987年）、『プレデター』（1987年）、『レッドブル』（1988年）など、数多くのアクション映画を成功させている。また、ダニー・デヴィートと共演したコメディ『ツインズ』（1988年）は、主演作として初めて全米興行収入が1億ドルを突破するなど成功を収めた。

### 1990年代 国際的スターへ
『トータル・リコール』（1990年）は、シュワルツェネッガーに1,000万ドル（現在の1,960万ドルに相当）と映画の興行収入の15％をもたらした。『キンダガートン・コップ』（1990年）では、『ツインズ』で監督を務めたアイヴァン・ライトマン監督と再会した。シュワルツェネッガーは、最初にTVシリーズ『ハリウッド・ナイトメア』の1990年のエピソード「The Switch」、次に1992年のテレビ映画「Christmas in Connecticut」で、短期間ながら監督業に進出している。
シュワルツェネッガーの商業的ピークは、1991年の『ターミネーター2』でタイトルキャラクターとして復帰したことであり、この作品は1991年の最高興行収入を記録した。1993年には、全米劇場所有者協会から「10年に一度の国際的スター」に選ばれた。
次の映画企画である1993年のアクションコメディパロディ『ラスト・アクション・ヒーロー』は、当時としては史上最高額となる1億ドルの製作費をかけ『ジュラシック・パーク』と対になって公開されたが、興行面では5000万ドルと失敗した。次の作品であるコメディドラマ『トゥルー・ライズ』（1994年）は人気のスパイ映画で、シュワルツェネッガーはジェームズ・キャメロンと再会し、世界興行収入で約3億7,800万ドルの大ヒットを記録した。
同年、アイヴァン・ライトマン監督との3つのコラボレーションの最後を飾るコメディ映画『ジュニア』が公開され、ダニー・デヴィートと再び共演した。この作品で、シュワルツェネッガーは2度目のゴールデングローブ賞主演男優賞（ミュージカル・コメディ部門）にノミネートされた。その後、アクションスリラー『イレイザー』（1996年）、クリスマスコメディ『ジングル・オール・ザ・ウェイ』（1996年）に出演した。
コミックブックをベースにした『バットマン & ロビン Mr.フリーズの逆襲』（1997年）に出演し、悪役のミスター・フリーズを演じた。この作品は、手術前の最後の作品となった。『バットマン & ロビン』が大失敗に終わった後、シュワルツェネッガーの映画キャリアと興行成績は低迷した。1997年には心疾患のため肺動脈弁の置換手術を受けた（2018年と2020年にも同様の手術を受けている）が、超自然現象をテーマにしたスリラー映画『エンド・オブ・デイズ』（1999年）で復帰した。

### 2000年代 知事との兼業
その後、アクション映画『シックス・デイ』（2000年）と『コラテラル・ダメージ』（2002年）に出演したが、いずれも興行的には失敗に終わった。
2003年には『ターミネーター3』でタイトルキャラクターとして3度目の出演を果たし、国内で1億5000万ドル（現在の2億800万ドルに相当）を超える興行収入を記録した。
2002年、シュワルツェネッガーへの賛辞として、地元の文化協会であるフォーラム・シュタットパークが、グラーツ中心部の公園に高さ25メートル（80フィート）のターミネーター像を建てる計画を提案した。シュワルツェネッガーは、「お世辞でも嬉しいが、そのお金は社会事業やスペシャルオリンピックスに使った方が良い」と考えたと伝えられている。
その後、2003年～2011年までカリフォルニア州知事に就任した関係で、俳優としての活動は抑えられた。
カリフォルニア州知事就任後の映画出演は、『ランダウン ロッキング・ザ・アマゾン』（2003年）での3秒間のカメオ出演や、同じくカメオ出演でジャッキー・チェンと初共演した『80デイズ』（2004年）などがある。2005年には映画『The Kid & I』に本人役で出演。『Liberty's Kids』のエピソード「Valley Forge」ではフォン・スチューベン男爵の声を担当した。
また、『ターミネーター4』（2009年）にオリジナルのT-800として出演すると噂されていたが、本人は関与を否定した。しかし最終的には『ターミネーター』第1作のストック映像から彼のイメージが映画に挿入される形で、短時間出演した。
2010年にはシルベスター・スタローン監督の『エクスペンダブルズ』にカメオ出演しており、スタローンと初共演を果たした。

### 俳優業への復帰
2011年1月、カリフォルニア州知事を去った数週間後、シュワルツェネッガーは将来の映画のためにいくつかの新しい脚本を読んでいることを発表し、そのうちの1つが実話に基づいたランダル・ウォレス脚本の第二次世界大戦のアクションドラマ『With Wings as Eagles』であることを明らかにした。

2011年3月6日、アーノルド・クラシックでのアーノルドセミナーで、シュワルツェネッガーは、『ターミネーター』の続編、『プレデター』や『バトルランナー』のリメイク版など、いくつかの映画に出演を検討していること、そして、あるコミックブックのキャラクターを「パッケージ化」していることを明かした。シュワルツェネッガーは、このキャラクターにインスピレーションを与え、シリーズをプロデュースしたであろうスタン・リーと共同開発した。

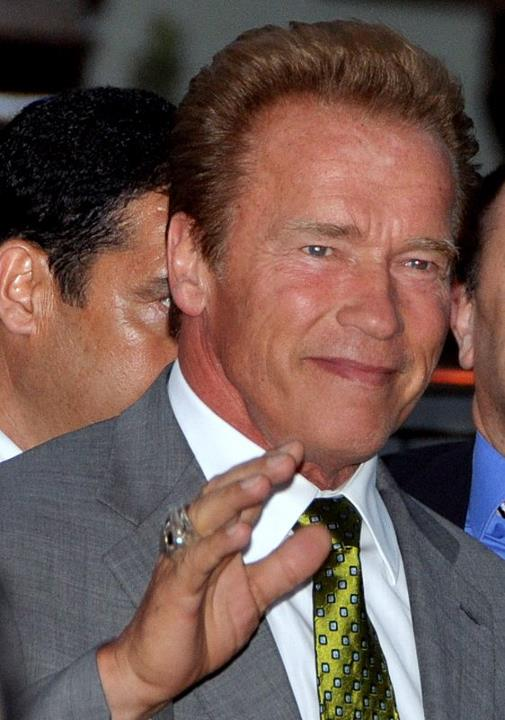
2012年

2011年5月20日、シュワルツェネッガーの芸能顧問は、現在開発中のすべての映画プロジェクトを中止すると発表した。「シュワルツェネッガーは個人的な問題に集中しており、いかなる制作スケジュールや予定にもコミットする気はない」。 2011年7月11日、シュワルツェネッガーは離婚に関連する法的問題があるにもかかわらず、復帰映画を検討していることが発表された。『エクスペンダブルズ2』（2012年）にトレンチ・マウザー役で出演し、『ラストスタンド』（2013年）では10年ぶりに主役を務め、『大脱出』（2013年）ではシルベスター・スタローンとダブル主演を果たした。2014年3月に公開された『サボタージュ』で主演し、2014年8月に公開された『エクスペンダブルズ3 ワールドミッション』にも出演している。2015年には「ターミネーターシリーズ」の5作目『ターミネーター:新起動/ジェニシス』に主演し、2016年8月、アクションコメディ『キリング・ガンサー』に主演した。
2018年2月6日、アマゾン・スタジオは、シュワルツェネッガーと協力して、主演と製作総指揮を務める『Outrider』と題した新シリーズを開発すると発表した。このシリーズは、自身にとって、初めてのTV脚本の大役となる。
2019年11月1日に公開された『ターミネーター:ニュー・フェイト』で『ターミネーター』フランチャイズに復帰した。この作品は、シリーズの共同制作者であるジェームズ・キャメロンが最初の2作ぶりに製作に復帰した。

### アプレンティス
2015年9月、メディアはシュワルツェネッガーがドナルド・トランプの後任として『The New Celebrity Apprentice』のホストを務めることを発表した。 『アプレンティス』の第15シーズンにあたるこの番組は、2016年 - 2017年のテレビシーズンに放送された。番組内では、出場者を解雇する際に、自身の有名な役柄（それぞれ『ターミネーター』と『プレデター』）からの引用である「You're terminated（お前を抹殺する）」と「get to the choppa（チョッパー（ヘリ）のところに行け）」というフレーズを使用していた。
2017年3月、トランプからの度重なる批判を受け、シュワルツェネッガーは同番組を降板することが発表された。視聴者数400万から500万人と低迷した。また、2017年1月には、トランプの発言にインスタグラムで「"ねえ、ドナルド、いいアイデアがあるんだ。仕事を変えてみないか？君は視聴率の専門家だからテレビを引き継ぎ、僕は君の仕事を引き継ぎ、そうすれば人々はようやくまた快適に眠ることができる」と反応した。

### 俳優としての特徴
- あこがれの俳優として、クリント・イーストウッド、ジョン・ウェイン、カーク・ダグラスを挙げている。特にイーストウッドは『荒野の用心棒』（1964年）のころからのファンであり、『ダーティハリー』シリーズに感銘を受けたことでアクション映画を志すようになったという。『ダーティハリー』（1971年）のDVDには彼のインタビューが収録されている。また、『ターミネーター2』（1991年）におけるショットガンの片手リロードは、『勇気ある追跡』（1969年）においてジョン・ウェインが行うリロード「スピンコック」のオマージュである。
- 『ターミネーター』（1984年）における台詞「I'll be back」（また戻ってくる）もしくは「I'm back」（戻ったぞ）は、以後の出演作品の台詞でもしばしばカメオ的に使われたことから世界的に有名になっており、来日した際や日本のみならず海外のマスメディアのインタビューの際にも、必ずこの台詞を発している。『ターミネーター』シリーズ以外で、この台詞が使用されているのは『コマンドー』（1985年）『ゴリラ』（1986年）『バトルランナー』（1987年）『ツインズ』（1988年）『キンダガートン・コップ』（1990年）『ラスト・アクション・ヒーロー』（1993年）『シックス・デイ』（2000年）『エクスペンダブルズ2』（2012年）など。
- 2014年に「映画史上最も人を殺した俳優」として第一位に選ばれている。出演作の中で劇中一番人を殺害したのは『コマンドー』で74人。
- 長女はシュワルツェネッガーの演技を下手と酷評したことがある[58]。
- 不名誉なラジー賞には8回ノミネートされたが長らく受賞したことがなかったことから、2004年には25周年最低落選賞を受賞した。
- 米調査会社キグリー・パブリッシング社が毎年発表していた「マネーメイキングスター・トップ10」において、7回トップ10入り（1985、1987、1988、1990、1991、1994、1996）を果たしている。また、1990年には1位となっている[59]。
- 北米において、1990年『トータル・リコール』、1991年『ターミネーター2』は年間最高のオープニング興行成績となった。また、『ターミネーター2』は年間興行収入でも1位となった。
- 『ターミネーター2』の出演料は約15億円であり、当時のハリウッド記録を樹立した。その後、『バットマン＆ロビン Mr.フリーズの逆襲』で2500万ドル、『ターミネーター3』で3000万ドルまで膨れ上がり、みずからが持つ記録を更新すると同時に、ハリウッド記録を更新した。
- 知事退任後の主演作は興行面では非常に苦戦することが多く、復帰作の『ラストスタンド』はこれまでの主演作のなかでは最低の興行収入を記録した[60]。その後は『サボタージュ』、『マギー』、『アフターマス』と従来とは異なる映画に主演するものの、それらの主演作も不発続きであり、『ターミネーター:新起動/ジェニシス』もアメリカでは9000万ドルを下回る興行収入で『3』や『4』以下の結果になるなど大コケし、批評家からは酷評された。そのため、当初は三部作の予定であったが続編の制作は無期限の延期が報道された[61][62]。2019年の『ターミネーター:ニュー・フェイト』も不発となり[63]製作費分の回収が出来ず[64]、当初は三部作の予定だったがその続編は製作されなかった。映画が1990年代後半から不作続きのためもあってか、シュワルツェネッガーの黄金期は5年ほどと評する意見もある[65]。

## 政治家として

### 政治的立場

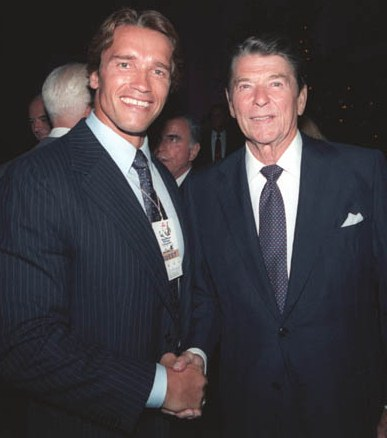
ロナルド・レーガンと共に（1984年）

共和党支持者であり1983年から共和党員として登録しており、1980年代からジョージ・H・W・ブッシュを公に支持するなど政治に関わりがあった。
民主党のバラク・オバマが推し進めるオバマケアに関しては、一貫して「社会主義だ」と強い批判を繰り返していた。その一方、同じ共和党のジョージ・W・ブッシュやドナルド・トランプに対しても批判を行っており、共和党支持でありながらも独自の路線を貫いている。そのため「ロックフェラー・リパブリカン」というレッテル貼りがなされる事がある。

### 知事

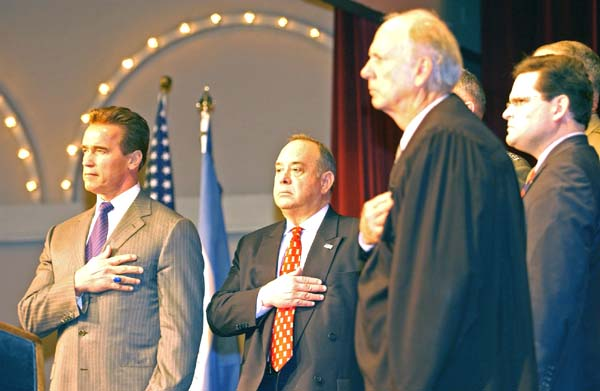
2004年、海軍および海兵隊兵士の帰化式に知事として参列（左）

2003年8月にカリフォルニア州知事のグレイ・デイヴィスがリコールされたことを受け知事選へ出馬し、同年10月7日にカリフォルニア州知事に選出された。民主党の強力な地盤であるカリフォルニア州において、保守的な共和党からの立候補だったが、リコールで失職したデイヴィスへの反感も手伝い、民主党票も取り込んで有権者の約半数の支持を受けて当選した。これはシュワルツェネッガーの立場（同性愛者の権利や妊娠中絶などについての考え方）が民主党のそれに近いこと、彼が移民であることなどから部分的には説明されたとも言われる。当選した際は「当選したからには私に休みはない。24時間、州知事だ」と声明を発表した。
カリフォルニア電力危機などによって60億ドルにも上る負債を抱えた州の財政をどう再建するか、州経済をどのように活性化させるかが特に重要視され、シュワルツェネッガーは「増税なき財政再建」を掲げたことで注目された。と同時に、その公約を裏打ちするだけの具体的な政策がないことを指摘、批判する声もあった。共和党に所属しながらも、環境問題や同性婚の成立には積極的で、同性愛者の人権保障やドメスティック・パートナーシップを支持するだけでなく、カリフォルニア独自の国民皆保険を制定しようとしたり、銃規制にも賛成するなど、政治的にはリベラル寄りな立場をとっている。
2004年9月、屍姦（ネクロフィリア）を禁止する州法案を承認。これまで法的に罰することができなかった死体との姦淫が、公式にカリフォルニア州で違法となった。
2004年11月13日に訪日。小泉純一郎首相と会談し、カリフォルニアの名産品をアピールして売り込んだ。
2005年9月、シュワルツェネッガーは10代の肥満防止対策として州立高校での炭酸飲料の販売を禁止する法案に署名した。これにより州立高校の敷地内で販売できる飲料は水、牛乳、果汁50%以上のジュースなど一部のものに限られる事になった。
2005年11月、シュワルツェネッガーは財政改革のための州憲法改正など、4項目を問う住民投票を行ったが、4項目とも大差で否決された。これにより、シュワルツェネッガーの政治力の低下は避けられないという指摘もなされた。
また、2005年12月13日にはスタンリー・ウィリアムズ死刑囚の恩赦請求を拒否することを発表した。ウィリアムズは4人を殺害した元ギャングの死刑囚で、収監後、改心し反ギャング活動を行い2001年から2005年の間ノーベル平和賞にノミネートされ、多数の減刑嘆願書が出されていた。しかしシュワルツェネッガーは、ウィリアムズが自身の犯した殺人事件を依然として否認し、謝罪も行っていないことから「証拠を検討したが、恩赦を出す余地は見いだせなかった」と今回の決定を説明した。この決定に従い、予定通り12月13日午前0時1分（現地時間）にウィリアムズへの薬物注射による死刑が執行された。
これにともない、2005年12月27日までにシュワルツェネッガーの出身地であるオーストリア南部のグラーツで、1997年に改名されたサッカー競技場アーノルド・シュヴァルツェネッガー・スタジアムから彼の名前が撤去された。オーストリアでは1950年に死刑制度を廃止し、今回のシュワルツェネッガーの死刑執行命令に批判が高まっていた。
2006年9月8日、非公式の場で共和党のヒスパニック系女性議員に対し差別的な発言を行ったことを記者会見で謝罪した。ただし、彼はこの発言の証拠となるテープの出所が中間選挙での対立陣営からだったとしてその信憑性を疑問視している。
総じて1期目は民主党主導の議会や労組との対立に苦慮し続けたが、ケネディ家に連なる妻の人脈や中道寄りの政治路線によって困難な政治局面を乗り切り、2006年11月の州知事選で再選にこぎつけた。従来から環境問題等に力を入れて、女性票や民主党票を取り込んだことに成功したためだと言われている。2007年1月5日スキー事故で骨折するが、松葉杖で当時の妻マリア・シュライヴァーと2期目の知事就任式に臨んだ。
2007年10月にカリフォルニアを襲った山火事は、州知事就任後最大の試練となったが、災害対応において卓越した指導力を発揮し、党派を越えた賞賛を得た。
2008年1月31日に、ロサンゼルス市内で同じ共和党所属で大統領候補のジョン・マケイン上院議員とともに記者会見を開き、2008年アメリカ合衆国大統領選挙においての支持を表明。マケイン上院議員とは地球温暖化問題などで協力したりする古くからの友人で、マケインはシュワルツェネッガーが計画する州独自の排ガス規制に賛意を示していた。しかし、シュワルツェネッガーの当時の妻マリア・シュライヴァーは2月3日、民主党のバラク・オバマ上院議員の支持を表明したため、夫婦で別々の政党の候補を支持するかたちとなった。一方で排ガス規制を提案しているのにもかかわらず、自身はビジネスジェットで通勤しており、矛盾を指摘されている。
2009年5月、州の財政難を受け米国民の間でも未だ根強い議論が続いているマリファナ合法化について「検討すべき」だとガーディアン紙に対しコメントした。
アリゾナ州にて外見で不法移民とみなされた人物を職務質問でき、在留許可証を所持していない場合犯罪者として取り締まれる法案が通された際はこれに不快感を示し、「こんな法案はカリフォルニアでは絶対に通さない」と発言している。
2010年9月に訪日した際には新幹線E5系電車で東京駅から大宮駅間を試乗した。
2011年1月3日に2期7年の任期を終え、退任した。

### 知事の退任後
2012年8月、南カリフォルニア大学（USC）と共同で国家政策と外交政策を研究するシンクタンクである「USCシュワルツェネッガー研究所」の設立を発表。9月24日に開催されるシンポジウムにはジェームズ・キャメロンやユニバーサル・ピクチャーズ社長であるロナルド・メイヤーも参加した。
2021年1月6日にドナルド・トランプの支持者がアメリカ合衆国議会（連邦議会）を襲撃した事件に関して、自身の意見をTwitterに動画で投稿した。そこでは自身の父親について触れながら「6日は、ここ米国にとっての『水晶の日』だった」と語り、ドナルド・トランプを「最悪の大統領として歴史に刻まれる」と厳しく非難した。
2022年のウクライナ侵攻時にはロシア国民に反戦を促す呼びかける動画を3月17日に公開した。
2024年10月30日、2024年アメリカ合衆国大統領選挙において、民主党の大統領候補であるカマラ・ハリスを支持することを表明した。

## 人物

### 愛称
ボディビルダー時代には「オーストリアン・オーク (The Austrian Oak) 」の愛称を持ち、のちにその出演作から「ガバナーター」または「ガバネーター」（The Governator=知事〈Governor〉とターミネーター〈Terminator〉の合成語）、「コナン・ザ・リパブリカン（共和党員コナン）」（主演作『コナン・ザ・グレート』の原題『コナン・ザ・バーバリアン（野蛮人コナン）』から）などと呼ばれるようになる。
日本においては、淀川長治がその独特かつ長い姓から一部分を取って命名した「シュワちゃん」という愛称で親しまれており、数度の訪日時にはバラエティ番組や各種のコマーシャルメッセージに出演している。

### 自伝
1977年にシュワルツェネッガーは自叙伝Arnold: The Education of a Body-Builderを出版している。また、2012年に出演作のひとつである『トータル・リコール』に引っかけたタイトルを付けた自伝Total Recall: My Unbelievably True Life Storyが出版された。この自伝の売り上げは低調な結果に終わり、批評家からは酷評された。さらに、大衆からは後述する隠し子騒動の直後ということもあって、シュワルツェネッガーの人間性を批判する意見が大半だった。

### 家族

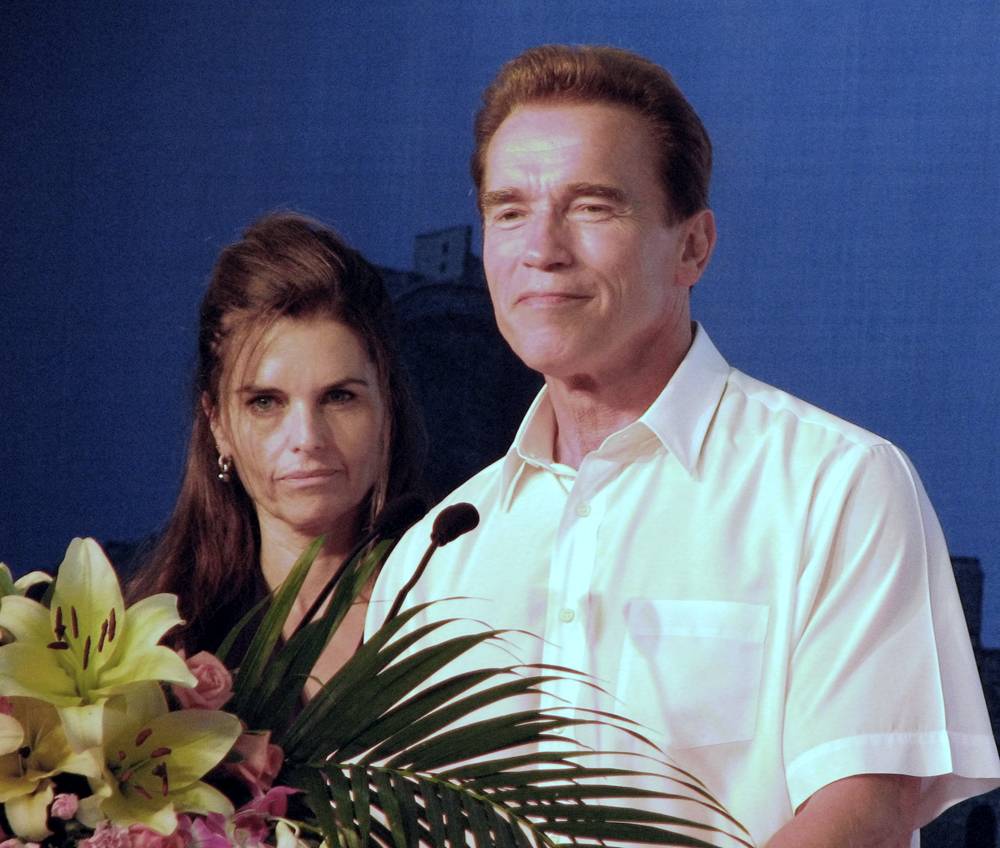
2007年、マリア・シュライヴァー（左）と

1986年にはジョン・F・ケネディ元大統領の姪でCBS記者、マリア・シュライヴァーと10年越しの交際のすえ結婚した。2人の間には4人の子供（2女2男）がいる。2011年5月10日に別居を発表。理由は20年間シュワルツェネッガー家のメイドであった女性とシュワルツェネッガーの不倫と、隠し子の存在であることも本人により発表され、「家族らの怒りと落胆は当然で、言い訳できない」と謝罪もしている。隠し子騒動の件もあり、同年の6月にロサンゼルスタイムズが掲載した記事によると、大衆の75％がシュワルツェネッガーに否定的であり、全米からは非難が続出したという。2021年12月28日、ロサンゼルスの裁判所が2人の離婚手続きを承認し、離婚が成立した。
作家のキャサリン・シュワルツェネッガーは長女で第1子。俳優のパトリック・シュワルツェネッガーは長男で第3子。隠し子（三男）とされるジョセフ・バイーナは2016年に『ターミネーター2』の1シーンを再現した短編を自主制作し、ターミネーター役を演じている。

### 趣味
ハマーを初めて自家用車にした一人としても知られる。ハマーはもともとシュワルツェネッガーの要望により、軍用車両のハンヴィーを民生仕様にしたもの。
オートバイの愛好家でもあり、電気オートバイのようなZEV（ゼロエミッション・ヴィークル）を愛用している。カリフォルニア州の環境政策プロモーションで、電気オートバイの普及も積極的に行っており、購入金額から1500ドル分を州が補助する助成金制度なども進めていて、「カリフォルニアほど、電気オートバイに適した地域はない」と語っている。
兵役義務のころに戦車兵だった経験から、M47パットン戦車を購入している。
葉巻きたばこを吸う愛煙家で、好きな銘柄はキューバ産のコイーバである。

### 事故
2006年1月8日午後、カリフォルニア州ロサンゼルスの路上で、サイドカー付き大型オートバイを運転中に乗用車と衝突事故を起こし、唇を15針縫う怪我を負った。
同10日には、米国での二輪免許の取得歴がなく、それまで二輪車の無免許運転を繰り返していた疑いの強いことが発覚した。ただし、
1. 事故時に乗っていたのはサイドカー付きのオートバイであり、同州では自動車の運転免許で運転できる。
2. 映画やテレビの中での運転シーンは、公道での撮影でなければ問題ない（撮影のために封鎖した道路も同じ）。
3. ヨーロッパでの二輪免許は取得している。

11日、ロサンゼルス市警察は審議の結果、警察官が運転を現認しておらず、処罰は困難との結論に至ったため、シュワルツェネッガーを処罰しない方針を決めた。
2022年の1月にも事故を起こしており、シュワルツェネッガーの信号無視が原因で4台の車両が衝突事故を引き起こしており、負傷者は病院送りになった。
2023年の2月にも事故を起こしており、自転車にのっていた女性とぶつかったという。その年の11月にはその被害女性からは損害賠償請求を起こされて訴えられている。

### シルヴェスター・スタローンとの関係

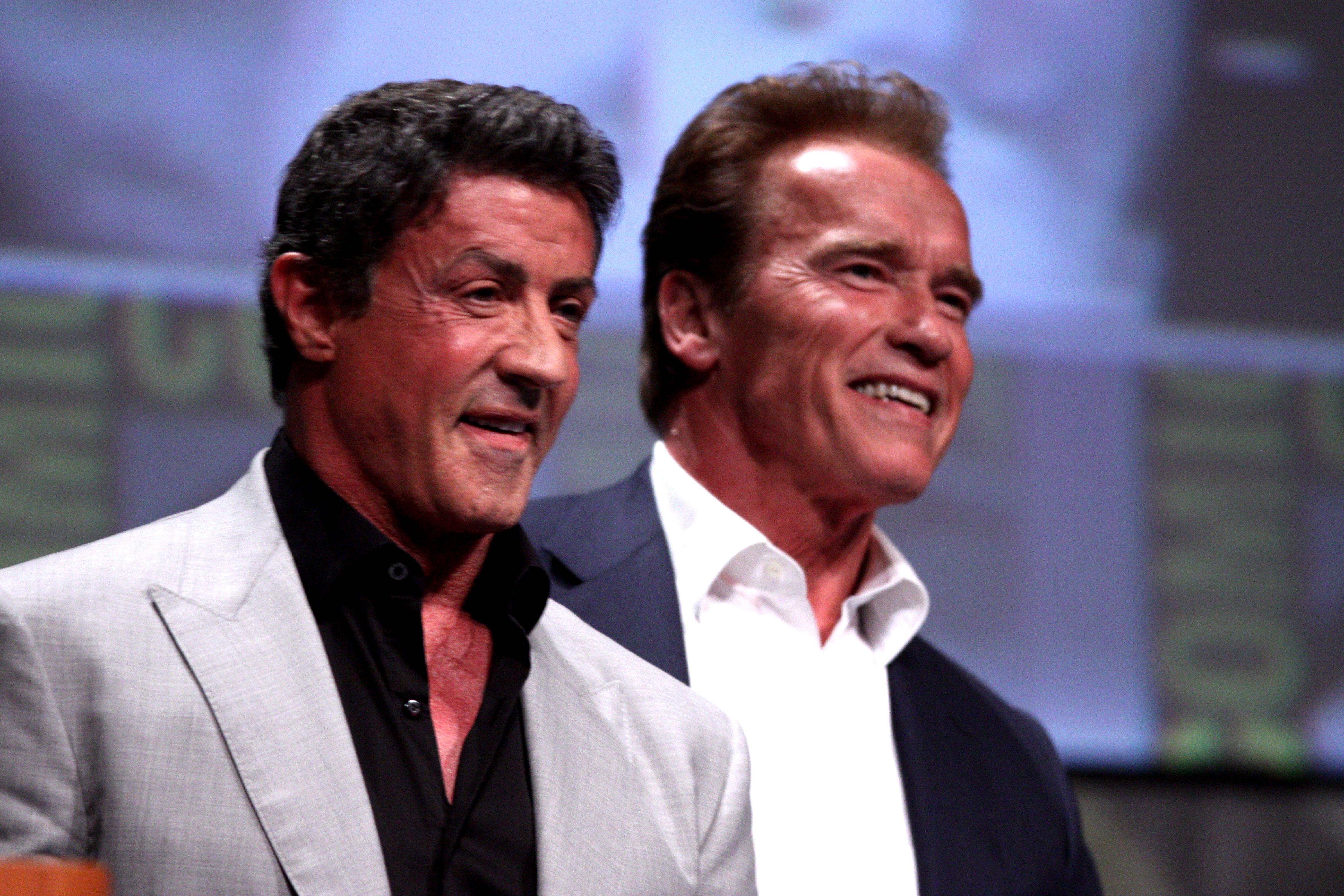
2012年の「コミコン・インターナショナル」にて、シルヴェスター・スタローン（左）と

シルヴェスター・スタローンとは1980年代から1990年代にかけて、肉体派アクション俳優の代名詞としての存在を二分し、つねに比較され本人たちも互いを意識していた。『デッドフォール』（1989年）や『フェイス/オフ』（1997年）では両者のダブル主演での制作も計画されたが、ライバルとしての関係が共演を実現させなかった。しかし両者が直接わだかまりを作るような出来事はなく、スタローンが来日して日本のテレビ番組内でサインを求められた際は、シュワルツェネッガーの名前を書こうとするジョークをおこなったり、互いの映画作品内で相手を笑いの種に使うなど、関係は良好であった。
2008年1月24日、スタローンが主演・監督・脚本を務めた映画『ランボー/最後の戦場』のワールドプレミアを米・ラスベガス市内のホテル「プラネットハリウッド・リゾート＆カジノ」で行い、シュワルツェネッガーも息子2人を連れて出席した。舞台挨拶に立ったスタローンは「今日はターミネーターが来ているんだ」と、会場に向かって嬉しそうにシュワルツェネッガーを紹介したという。レストランチェーン「プラネット・ハリウッド」と同ホテルの共同出資者というビジネスパートナーでもあり、会場を同チェーンのラスベガス店にした理由もそこにあった（ただし、シュワルツェネッガーは2000年にプラネット・ハリウッドの株を売却している）。固い握手を交わし、肩をたたき合うなど約5分間の交流に、スタローンは「アーノルドも来てくれたし、素晴らしい夜だ。気分は最高だよ」と述べていた。シュワルツェネッガーは、2006年12月にロサンゼルスで行われたスタローンの『ロッキー・ザ・ファイナル』の試写会場にも足を運んでおり、1年ぶりのツーショットとなった。
2009年2月、スタローンの監督・主演映画『エクスペンダブルズ』（2010年）へ出演することを明らかにした。スタローンのインタビューによると、現職の州知事ということもあり、ほかのキャストを立てることも考慮しつつオファーしたところ、職務に影響がないことを条件に快諾したという。映画でシュワルツェネッガーが演じるのは、当初はカリフォルニア州知事のアーノルド・シュワルツェネッガー本人役であると報道されていたが、のちに公開された情報では、スタローン演じる役の元・ライバルで傭兵部隊の元・リーダーで、役名も本名ではないという設定となった。本編では上記のとおりライバルPMCの経営者役を演じ、ブルース・ウィリス演じるCIA担当官からの依頼を「自殺行為だ」と断って立ち去る数分間のカメオ出演であった。2012年の『エクスペンダブルズ2』では本格共演を果たし、2013年の『大脱出』ではスタローンとのダブル主演を務めている。
『ラストスタンド』（2013年）撮影時の怪我で入院した際には、偶然にもスタローンと同じ病室であった。
2015年6月29日に行われた『ターミネーター:新起動/ジェニシス』（2015年）のロサンゼルスプレミアでは、スタローンが駆けつけツーショットを披露した。

### WWEとの関係
ボディビルダー時代にアメリカのプロレス団体「WWWF」の世界王者ブルーノ・サンマルチノと出会い、以来交流を続けている。サンマルチノが2013年にWWE殿堂にノミネートされた際には、シュワルツェネッガーが紹介を務めた。そのほかにもレスラーのスーパースター・ビリー・グラハムやジェシー・ベンチュラとも交流を持った。ベンチュラとは『プレデター』や『バトルランナー』で共演している。
1999年11月にはWWE（当時はWWF）の看板番組である『SmackDown!』に出演、会長のビンス・マクマホンから長年の活躍を評されWWE(当時はWWF)王座のレプリカのベルトを授与された。番組では実況にも参加し、レスラーのトリプルHに「一発」お見舞いした。
2015年には自身もWWE殿堂にノミネートされ、HPパビリオンにおいて殿堂入りした（紹介役を務めたのはトリプルH）。翌日にはWWEの祭典レッスルマニアにも登場し、他の殿堂者と共に紹介された。なお、この大会のスポンサーを務めたのは『ターミネーター:新起動/ジェニシス』であり、トリプルHの入場はそれをフィーチャーしたものであった。

### その他
大衆から暴行を受けたこともあり、2003年には州知事の選挙中に演説会場で生卵を投げつけられた。また、2019年には背後からとび蹴りをくらわされた事もある。

## 備考
- 日本では滝沢カレン[87]、堀未央奈[88]、カズレーザー[89]、篠原信一[90]、西内まりや[91]等がファンを公言している。

## フィルモグラフィ

### 映画
| 年   | 題名                                                                             | 役名                               | 備考 | 日本語吹替                                                  |
| ---- | -------------------------------------------------------------------------------- | ---------------------------------- | --- | ----------------------------------------------------------- |
| 1969 | アーノルド・シュワルツェネッガーのSF超人ヘラクレス Hercules in New York          | ヘラクレス                         | アーノルド・ストロング名義                                                                               | 屋良有作（日本テレビ版）                                    |
| 1973 | ロング・グッドバイ The Long Goodbye                                              | チンピラ                           | クレジットなし                                                                                           |                                                             |
| 1976 | ステイ・ハングリー Stay Hungry                                                   | ジョー・サント                     | | TBA                                                         |
| 1977 | アーノルド・シュワルツェネッガーの鋼鉄の男 Pumping Iron                          | -                                  | ドキュメンタリー                                                                                         |                                                             |
| 1979 | サボテン・ジャック The Villain                                                   | Handsome Stranger                  | |                                                             |
| 1979 | Scavenger Hunt                                                                   | ラース                             | カメオ出演                                                                                               | N/A                                                         |
| 1980 | 愛しのジェーン・マンスフィールド The Jayne Mansfield Story                       | ミッキー・ハージティ               | テレビ映画                                                                                               |                                                             |
| 1980 | 鋼鉄の肉体/カムバック The Comeback                                               | -                                  | ドキュメンタリー                                                                                         |                                                             |
| 1982 | コナン・ザ・グレート Conan the Barbarian                                         | コナン                             | | 壤晴彦（日本テレビ版） 玄田哲章（テレビ朝日版）             |
| 1984 | キング・オブ・デストロイヤー/コナンPART2 Conan the Destroyer                     | コナン                             | 大塚芳忠（TBS版） 玄田哲章（テレビ朝日版）                                                               |                                                             |
| 1984 | ターミネーター The Terminator                                                    | ターミネーター（T-800）            | 大友龍三郎（VHS版、テレビ朝日版） 玄田哲章（DVD／BD版、テレビ東京版）                                    |                                                             |
| 1985 | レッドソニア Red Sonja                                                           | カリドー                           | 屋良有作（日本テレビ版）                                                                                 |                                                             |
| 1985 | コマンドー Commando                                                              | ジョン・メイトリックス             | 屋良有作（TBS版） 玄田哲章（テレビ朝日版、吹替の帝王版）                                                 |                                                             |
| 1986 | ゴリラ Raw Deal                                                                  | マーク / ジョセフ                  | 銀河万丈（TBS版） 玄田哲章（テレビ朝日版）                                                               |                                                             |
| 1987 | プレデター Predator                                                              | アラン・"ダッチ"・シェイファー     | 屋良有作（フジテレビ版） 玄田哲章（テレビ朝日版）                                                        |                                                             |
| 1987 | バトルランナー The Running Man                                                   | ベン・リチャーズ                   | 大塚明夫（フジテレビ版） 玄田哲章（テレビ朝日版、DVD版、オンデマンド配信版）                             |                                                             |
| 1988 | レッドブル Red Heat                                                              | イワン・ダンコ                     | 玄田哲章（テレビ朝日版、ソフト版）                                                                       |                                                             |
| 1988 | ツインズ Twins                                                                   | ジュリアス・ベネディクト           | 堀勝之祐（ソフト版） 玄田哲章（テレビ朝日版）                                                            |                                                             |
| 1990 | トータル・リコール Total Recall                                                  | ダグラス・クエイド                 | 屋良有作（ソフト版、機内上映版2） 玄田哲章（テレビ朝日版） 谷口節（機内上映版1）                         |                                                             |
| 1990 | キンダガートン・コップ Kindergarten Cop                                          | ジョン・キンブル                   | 大塚明夫（ソフト版） 玄田哲章（テレビ朝日版）                                                            |                                                             |
| 1991 | ターミネーター2 Terminator 2: Judgment Day                                       | ターミネーター（T-800）            | 津嘉山正種（ソフト版1） 玄田哲章（フジテレビ版、ソフト版2） 大塚明夫（音声解説吹替版） TBA（機内上映版） |                                                             |
| 1992 | Lincoln                                                                          | ジョン・G・ニコライ                | テレビ映画（声優）                                                                                       | N/A                                                         |
| 1992 | キッチン・ウォーズ/彼女の恋は五ツ星 Christmas in Connecticut                     | トラックの男                       | 兼監督・テレビ映画（アンクレジット） 日本では映画として劇場公開                                          |                                                             |
| 1992 | ゴリラ2 Beretta's Island                                                         | アーノルド・シュワルツェネッガー   | カメオ出演                                                                                               |                                                             |
| 1993 | デーヴ Dave                                                                      | アーノルド・シュワルツェネッガー   | カメオ出演                                                                                               | 古田信幸（ソフト版） 玄田哲章（テレビ朝日版）               |
| 1993 | ラスト・アクション・ヒーロー Last Action Hero                                    | ジャック・スレイター               | 兼製作総指揮                                                                                             | 玄田哲章（ソフト版、テレビ朝日版） 大塚明夫（フジテレビ版） |
| 1994 | トゥルーライズ True Lies                                                         | ハリー・タスカー                   | | 菅生隆之（ソフト版） 玄田哲章（フジテレビ版）               |
| 1994 | ジュニア Junior                                                                  | アレックス                         | 玄田哲章（ソフト版、日本テレビ版）                                                                       |                                                             |
| 1996 | イレイザー Eraser                                                                | ジョン・クルーガー                 | 屋良有作（ソフト版） 玄田哲章（日本テレビ版）                                                            |                                                             |
| 1996 | ジングル・オール・ザ・ウェイ Jingle All the Way                                  | ハワード・ラングストン             | 屋良有作（ソフト版） 玄田哲章（フジテレビ版）                                                            |                                                             |
| 1996 | ターミネーター 2:3-D T2 3-D: Battle Across Time                                  | ターミネーター（T-800）            | ユニバーサル・スタジオ・ジャパンのショー・アトラクション                                                 | 玄田哲章                                                    |
| 1997 | バットマン & ロビン Mr.フリーズの逆襲 Batman & Robin                             | Mr.フリーズ / ヴィクター・フライズ | | 大友龍三郎（ソフト版） 玄田哲章（テレビ朝日版）             |
| 1999 | エンド・オブ・デイズ End of Days                                                 | ジェリコ・ケイン                   | 玄田哲章（ソフト版、テレビ朝日版）                                                                       |                                                             |
| 2000 | シックス・デイ The 6th Day                                                       | アダム・ギブソン                   | 兼製作                                                                                                   | 玄田哲章（ソフト版、日本テレビ版）                          |
| 2002 | コラテラル・ダメージ Collateral Damage                                           | ゴーディー・ブルーアー             | | 玄田哲章（ソフト版、フジテレビ版）                          |
| 2003 | ターミネーター3 Terminator 3: Rise of the Machines                               | ターミネーター（T-850）            | 玄田哲章（ソフト版、日本テレビ版）                                                                       |                                                             |
| 2003 | ランダウン ロッキング・ザ・アマゾン The Rundown                                  | クラブのオーナー                   | カメオ出演                                                                                               | 古田信幸（ソフト版） 玄田哲章（テレビ東京版）               |
| 2004 | 80デイズ Around the World in 80 Days                                             | プリンス・ハピ                     | カメオ出演                                                                                               | 玄田哲章（ソフト版、テレビ東京版）                          |
| 2005 | The Kid & I                                                                      |                                    | カメオ出演                                                                                               |                                                             |
| 2007 | アニー・リーボヴィッツ レンズの向こうの人生 Annie Leibovitz: Life Through a Lens | -                                  | ドキュメンタリー                                                                                         |                                                             |
| 2009 | ターミネーター4 Terminator : Salvation                                           | ターミネーター（T-800）            | CGによる出演                                                                                             | 台詞なし                                                    |
| 2010 | エクスペンダブルズ The Expendables                                               | トレンチ                           | クレジットなし                                                                                           | 玄田哲章                                                    |
| 2012 | エクスペンダブルズ2 The Expendables 2                                            | トレンチ                           | | 玄田哲章                                                    |
| 2013 | ラストスタンド The Last Stand                                                    | レイ・オーウェンズ保安官           | | 玄田哲章                                                    |
| 2013 | 大脱出 Escape Plan                                                               | エミル・ロットメイヤー             | | 玄田哲章                                                    |
| 2014 | サボタージュ Sabotage                                                            | ジョン・“ブリーチャー”・ウォートン | | 玄田哲章                                                    |
| 2014 | エクスペンダブルズ3 ワールドミッション The Expendables 3                         | トレンチ                           | | 玄田哲章                                                    |
| 2014 | マギー Maggie                                                                    | ウェイド                           | 兼制作                                                                                                   | 玄田哲章                                                    |
| 2015 | ターミネーター:新起動/ジェニシス Terminator: Genisys                             | ターミネーター（T-800）            | | 玄田哲章                                                    |
| 2017 | キリング・ガンサー Why We're Killing Gunther                                     | ガンサー                           | | 玄田哲章                                                    |
| 2017 | アフターマス Aftermath                                                           | ローマン・メルニク                 | | 玄田哲章                                                    |
| 2019 | レジェンド・オブ・ドラゴン 鉄仮面と龍の秘宝 Viy 2:Journey to China               | ジェームズ・フック船長             | | 玄田哲章                                                    |
| 2019 | ターミネーター:ニュー・フェイト Terminator: Dark Fate                            | T-800                              | | 玄田哲章                                                    |
| 2022 | Kung Fury 2                                                                      | 大統領                             | ポストプロダクション                                                                                     |                                                             |
| TBA  | Triplets                                                                         | ジュリアス・ベネディクト           | プリプロダクション                                                                                       |                                                             |

### テレビシリーズ
| 年   | 題名                                                     | 役名                         | 備考                              | 日本語吹替           |
| ---- | -------------------------------------------------------- | ---------------------------- | --------------------------------- | -------------------- |
| 1973 | Happy Anniversary and Goodbye                            | リコ                         |                                   |                      |
| 1973 | サンフランシスコ捜査線 The Streets of San Francisco      | ジョセフ・シュミット         |                                   |                      |
| 1973 | The San Pedro Beach Bums                                 | 用心棒                       |                                   |                      |
| 1990 | フィアー・ナイト Tales from the Crypt                    | 前科者                       | アンクレジット・兼監督            |                      |
| 2003 | Liberty's Kids: Est.1776                                 | バロン・ヴォン・スチュバーン |                                   |                      |
| 2015 | チャーリー・シーンのハーパー★ボーイズ Two and a Half Men | ワグナー中尉                 |                                   |                      |
| 2019 | Chad Goes Deep                                           | 本人役                       |                                   |                      |
| 2023 | FUBAR Fubar                                              | ルーク                       | Netflixオリジナルドラマ 全8話出演 | （日本語吹替版なし） |
| 2023 | アーノルド Arnold                                        | 本人                         | Netflixドキュメンタリー           | 玄田哲章             |

### ミュージック・ビデオ
- ガンズ・アンド・ローゼズ - "You Could Be Mine" （『ターミネーター2』主題歌/T-800役）
- ボン・ジョヴィ - "Say It Isn't So" （本人役）
- AC/DC - "Big Gun" （『ラスト・アクション・ヒーロー』主題歌/ジャック・スレイター役）

### ビデオゲーム
- ターミネーター2・ジ・アーケード（T-800役）
- ターミネーター3 ライズ オブ ザ マシーン（T-850役）
- プレデター ハンティンググラウンズ（ダッチ・シェイファー役）

### CM
- 缶コーヒー WEST（サントリー）　-　現在の「BOSS」の前身。1987年新発売当初のCMで出演した。「WEST（ウェスト）」と「西」をかけて、アメリカ西海岸汽車旅（アムトラック）招待キャンペーンもしたことがある。
- スーパーホップス（サントリー）
- カップヌードル（日清食品） - 両手に巨大なやかんを持った「やかん体操」編が有名。振り付けはラッキィ池田。
- アリナミンV（アリナミン製薬） - CMキャラクターの「魔人V」に扮した。吉本新喜劇メンバーや「アリナミンV&V」にリニューアルの際は宮沢りえとの共演も話題になった。
- ディレクTV[92]
- カリフォルニア州観光局 - 「なんでもアリフォルニア」キャンペーン（2009年）。州知事として[93]。
- コーワ パワードコーヒー（興和） - 2014年ブルース・ウィリスと共演。

### テレビアニメ
- スーパーヒーロー・キンダガートン（原題） Superhero Kindergarten（2021年）- 声の出演

## 日本語吹き替え

### 専属声優（フィックス）
玄田哲章（シュワルツェネッガー公認の専属声優）
日本語吹き替え版では『コナン・ザ・グレート』（テレビ朝日版、1989年4月23日放送）で初担当。その後、『コマンドー』（テレビ朝日版、1989年1月1日放送）における吹き替え時の反響が大きく、これ以降ほぼ全ての作品での吹き替えを玄田が担当している。『ターミネーター4』の公開時など雑誌メディア等もシュワルツェネッガーの映画作品の特集を組む際には吹き替え声優として玄田哲章にインタビューをしており、吹替に詳しくない映画ファンからも人気が高い。
また、専属声優であることからシュワルツェネッガー本人をモデルにした、パロディ要素を含んだキャラクターを担当することも増えてきている。これまでに『ザ・シンプソンズ MOVIE』、『クレヨンしんちゃん』、『幽☆遊☆白書』（戸愚呂弟）、『瀬戸の花嫁』（ルナパパ）、『ダンベル何キロ持てる?』などの作品で、本人、または本人が演じたキャラクターにそっくりな役を担当している。
カリフォルニア州知事就任時、カリフォルニア州が制作した日本向けの観光広報ビデオ『カリフォルニア州観光局 なんでもアリフォルニア カリフォルニア』の日本向けCMを担当する際、正式にシュワルツェネッガー本人からフィックスとして認められたとされているが、玄田自身は2014年の時点ではその認識はないとしている。20世紀FOXの吹替の帝王シリーズなどのテレビ用吹替版を収録したソフトの登場により玄田によるテレビ吹替版が追加、もしくは置き換えられて再発売されている作品がある。一時期パッケージラベルに「シュワルツェネッガーの声といえば玄田哲章」という赤いシールが貼られていた。
シュワルツェネッガーの復帰後は『ラストスタンド』や『サボタージュ』の宣伝を兼ねて試写会やイベントに出ている。また『コマンドー』、『プレデター』のニコニコ生放送出演の際には当時の台詞を発しており、その度に書き込まれていくレスポンスを見て「すごいですねぇ」と感心していた。そして、2015年の『ターミネーター:新起動/ジェニシス』のジャパンプレミアに来日したシュワルツェネッガーと玄田は舞台上でついに共演を果たし、シュワルツェネッガー本人から「これから先も僕の声を100年務めてほしい」と名実ともに永久専属声優として公認された。なお、この30年越しの対面は当初ナレーションのみの出演だった玄田に本番10分前にシュワルツェネッガー本人が玄田に直接会いたいと申し出たため、急遽実現することになったことが後日玄田自身によって語られている。
主な担当作品については以下のとおり。テレビ版を含めればほぼすべてだが、ソフト版収録作品を列挙する。
- 『レッドブル』
- 『ラスト・アクション・ヒーロー』
- 『ジュニア』
- 『エンド・オブ・デイズ』
- 『シックス・デイ』
- 『コラテラル・ダメージ』

など

### その他の担当声優
屋良有作（かつての担当声優）
『コマンドー』（TBS版、初回放送1987年10月6日『ザ・ロードショー』）以後、主に1980年代から1990年代後半までの代表作を多く担当。1980年代までは最も多く吹き替えていた。20世紀FOXの吹替の帝王シリーズのインタビューでは当時のことはほとんど覚えていないが、シュワルツェネッガーの体格などはあまり意識せず自分なりの演技をしたと語っている。玄田が当てた作品を観た際には、「シュワルツェネッガーは玄田さんだと思った」「シュワルツェネッガーのフィックスとして残っていかれたわけだから、やっぱり玄田さんはすごいです」と語り、20年近く経っての追加収録について、当時の自分に近づけるのは難しかったと語っていた。コマンドーの追加収録時にも「当時に比べると声が変わったと感じるし、当時は演技も未熟な感じがして恥ずかしい」と回想している。なお、屋良自身は今後のシュワルツェネッガーの吹替については意欲的ではないという。『ジングル・オール・ザ・ウェイ』ではソフト版を担当しているが、VHSとDVDに収録されている。後に発売されたブルーレイでは、フジテレビが制作した玄田版が本版と差し替えられる形で収録された。この作品のように屋良は準主役の別の役の吹替えを行っているものもある。
主な担当作品は、『アーノルド・シュワルツェネッガーのSF超人ヘラクレス』、『レッドソニア』（共に日本テレビ版）など。
『コマンドー』、『プレデター』の2作は、20世紀フォックス ホーム エンターテイメント ジャパンの『吹替の帝王』シリーズより上記の両者の吹替えを収録したブルーレイが発売されている（両作ともに『吹替の帝王』シリーズ以外のソフトでは玄田版が収録されたものが発売されている）。
『イレイザー』はワーナー・ブラザース・ホームエンターテイメントの『吹替の力』シリーズより両者の吹替えを収録したブルーレイが2014年12月23日に発売（『吹替の力』シリーズ以外のソフトでは屋良版が収録されたものが発売されている）。
『トータル・リコール』はKADOKAWAおよび角川書店より両者の吹替えを収録したブルーレイが2019年10月4日に発売された（それまでのソフトでは屋良版が収録されたものが発売されている）。
玄田と屋良の他に、1990年代までは様々な声優が起用され大友龍三郎や大塚明夫、津嘉山正種などが担当した作品もあり（『ターミネーターシリーズ』、『バットマン&ロビン Mr.フリーズの逆襲』、『キンダガートン・コップ』など）、特に『ターミネーター』に関しては「この作品（『ターミネーター』）の極悪非道・冷徹無比の悪役サイボーグ（T-800）を演じたシュワルツェネッガーには大友の人並外れた重低音はまさにピッタリ」との声が多くある。この『ターミネーター』は『吹替の帝王』シリーズより大友（テレビ朝日版、旧VHS版）・玄田（新VHS/DVD/BD版、テレビ東京版）両者の吹替えを収録したブルーレイが2015年6月24日に発売されている。

### 備考
シュワルツェネッガーにとってはジェームズ・キャメロン監督と『ターミネーター2』以来の作品となる『トゥルーライズ』では菅生隆之がソフト版のシュワルツェネッガーの吹き替えを担当しており、玄田が担当したバージョン（フジテレビ版）は、2010年4月23日発売のDVDにソフト版と併録する形で収録された（正味122分）。また、玄田（フジテレビ）版は2012年に上述の『吹替の帝王』シリーズ『コマンドー』の追加収録と並行して同一キャストによる初回放送時にカットされた部分の追加録音が行われた「完声版」の吹替が存在しているが、2013年当時、キャメロン監督が多忙なため、ブルーレイ版の発売が許可されていないと担当者が語っていた。本国でもブルーレイ版の発売はされておらず、20世紀FOXがウォルト・ディズニー・スタジオに買収されたことで傘下に入ったことにより、吹替の帝王シリーズも消滅、もしくは凍結状態となり、事実上のお蔵入りとなっている。2024年にUHD版およびブルーレイが発売されたものの、この音源は収録されておらず、放送や配信なども行われていない。
『ツインズ』では堀勝之祐、『キンダガートン・コップ』では大塚明夫がソフト版のシュワルツェネッガーを担当し、玄田はテレビ朝日版を担当しているが、この後者のバージョンはPAL方式に基づいて収録されているため、長年市販ソフトへの収録や民放での再放送は行われていなかった（WOWOW、ザ・シネマなどの有料衛星放送において不定期放送がおこなわれる場合があった）が、『キンダガートン・コップ』は2021年に玄田版を収録したソフトの発売が決定した。